# スーパーマリオブラザーズ
『スーパーマリオブラザーズ』(SUPER MARIO BROS.) は、任天堂が発売したファミリーコンピュータ用の横スクロール型のアクションゲーム。日本での発売は1985年（昭和60年）9月13日。略称は「スーパーマリオ」、「スーマリ」、「マリオ」、「マリオ1」。通称は「スーパーマリオブラザーズ1」、「初代（元祖）スーパーマリオブラザーズ」などがある。のちにスーパーマリオブラザーズシリーズとしてシリーズ化された。キャッチコピーは「奇想天外。夢の大冒険ゲーム!」「地上に地下に海に空に謎のキャラクタ出現!」。
ゲーム&ウオッチでも同名のゲームが日本国外で1988年に発売された。
2005年にはゲームボーイミクロやファミコンミニ版の発売、2010年にはスーパーマリオ25周年仕様Wiiや『スーパーマリオコレクション スペシャルパック』の発売、2015年には「スーパーマリオ30周年記念ライブ」の開催、2020年にはゲーム&ウオッチスーパーマリオブラザーズの販売などが行われた。
このソフトの爆発的なヒットは社会現象と呼ばれた。

## ストーリー
「キノコ王国」がクッパ率いるクッパ軍団に侵略され、キノコ王国の住民達はレンガブロックや土管に魔法で姿を変えられてしまった。そしてその魔法を解くことができるのはキノコ王国のお姫様ピーチのみ。クッパは魔法を解かれるのを危惧してピーチをさらい、自分の城に幽閉した。配管工（大工）の兄弟マリオとルイージはピーチを助け出すため、クッパが率いる敵たちを倒して陸海空を突き進み、いざクッパがいる城へ向かう。

## ゲーム内容

### システム
プレイヤーの目的は、ステージの中で敵や障害物を避け、また穴に落ちないように注意しつつ、制限時間内にゴールの旗へたどりつく（各ワールドの4面はボスのクッパを倒す）ことである。
2人でプレイする場合は、マリオが1プレイヤーキャラクター、ルイージが2プレイヤーキャラクターとなり、操作中のプレイヤーがミスした場合は、操作者が交代となる。それぞれのステージの進行度は独立しており、2名が協力して操作することはなく、相手を妨げることもない。

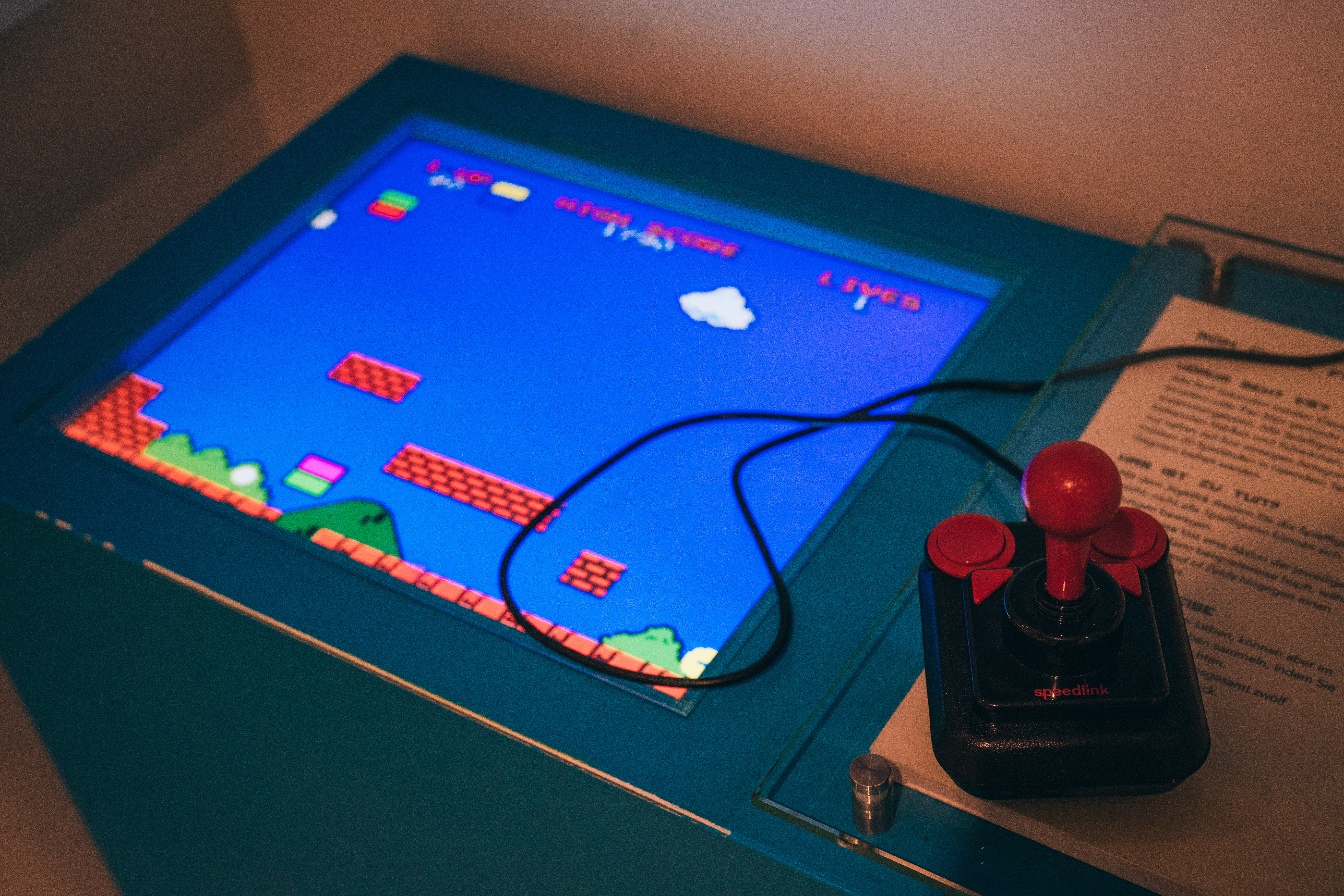

『マリオブラザーズ』は固定画面だったのに対し、本作ではマリオシリーズで初めて「横スクロールアクション」を導入し、後発の数多くのゲームに影響を及ぼした。マリオ（ルイージ）を右方向に進めるとそれに応じて背景画面も右方向にスクロールしていき、それまで通ってきた場所は画面の左側に消えるようになっている。なお、本作ではすべての面が右方向のみの一方方向スクロールであり、一度進んでから画面左端に行っても左側にはスクロールしないので後戻りすることはできない。

### ステージ構成
ステージは8つのワールドで構成され、それぞれのワールドには4つのコース（エリアとも呼ばれる）がある。各コースは地上、地下、海中、空中、吊り橋、城など多彩な構成となっている。
- 地上ステージは最も基本となるステージ構成であり、障害物はあまり多くなく、敵キャラクターをジャンプによる回避でうまくあしらいつつ先に進む。1-1、2-1、3-1、3-2、4-1、5-1、5-2、6-1、6-2、7-1、8-1、8-2、8-3のステージがある。
- 地下ステージは地上に比べて障害物が多く、狭い空間をくぐり抜けたり、またその中で敵キャラクターと対峙する必要がある。BGMも地上ステージと異なるものとなっている。1-2、4-2のステージがある。
- アスレチックステージはジャンプアクションがメインとなり、他のステージに比べて敵キャラクターが少ないかわりに足場が少なく、穴に落ちないようにジャンプをコントロールして進む。1-3、3-3、4-3、5-3、6-3のステージがある。
- 吊り橋ステージは大半の部分が吊り橋となっており、空中を絶えず飛び交うプクプクを避けつつ進む。2-3、7-3のステージがある。
- 海中ステージは特殊であり、走りやジャンプではなく泳いで進むことになるほか、敵を踏みつけて倒すことが一切できない。そのため他のステージと全く異なった操作感覚となる。BGMも地上ステージと異なるものとなっている。2-2、7-2のステージがある。
- 城ステージは各ワールドの最後にある。難易度が高く設定されており、ファイアバーなどに阻まれた狭く穴の多い通路をくぐり抜ける高度なアクションが要求される[16]。また4-4、7-4、8-4では無限ループのエリアがあり、正しい通路や土管を進まないと、また同じ場所に戻ってしまう。

ステージ1からステージ3は、ゴール地点にあるポール（旗）にしがみつく（触れる）ことでクリアとなる。このとき、ポールにしがみついた位置が高いほど高得点が入る。エリア4はステージ奥で待ちかまえるボスのクッパを倒すとクリアとなり、次のワールドに進める。このようにしてワールド8のステージ4に到達し、これをクリアするとエンディングを迎えることができる。なお、1-2、4-2のコースではゴールの他に「ワープゾーン」が設置されており、これを利用すると途中のコースを飛ばして先のワールドに進むことができる。1-2からは2-1、3-1、4-1のうちどれか1つ好きなワールドに行くことが可能で、4-2はワープゾーンが2か所あり、1つ目は5-1にワープすることができ、2つ目は6-1、7-1、8-1のうちどれか1つ好きなワールドにワープすることができる。
一度エンディングを迎えた後は、タイトル画面でワールドを選択し好きなワールドからスタートできるようになるほか、再度ゲームを開始するとハードモードとなり、敵キャラクターの変更や移動速度の上昇、リフトの幅の短縮、障害物の追加など、全体に難易度が高くなる。これを通称「裏面」「2周目」などと呼ぶことがある。このモードは、電源を切るまで有効となっている。
各面にはTIME（時間制限）が設定されており、ステージが始まるとこの数値がカウントダウンし始める。設定TIMEは400または300で、カウントダウンのペースは秒よりもかなり速い（1カウントはおよそ0.4秒）。この数値が0になるまでに、エリアをクリアしなければならない。TIMEが100未満になるとそのことを示す警告音が流れ、BGMのテンポが速くなる。エリア1からエリア3をクリアしたときは、残りのTIMEの数値が得点に精算される。
ミスをした場合、ミスした地点からではなく、ステージの中間地点を過ぎていない場合はスタート地点から、過ぎている場合は中間地点から再スタートするようになっている。ただし、4エリアの城ステージおよび8ワールドの全てのステージでは、ミスした地点に関係なくスタート地点からの再スタートとなる。

### アクション
マリオが取るアクションは、通常は水平方向への移動とジャンプのみである。
十字キーの左右を押すことで左右に移動する。スーパーマリオやファイアマリオ（後述）のときに十字キーの下を押すとしゃがむことができる。また、Bボタンを押しながら移動すると十字キーを押した方向に走ることができる。この走る動作は通称「Bダッシュ」と呼ばれる。ダッシュ中は1マスの隙間なら落ちずに走り抜けることができる。一度ダッシュするとキーから指を離してもすぐには止まらず進むほか、スーパーマリオやファイアマリオのときにダッシュしたまましゃがむと、しゃがんだ状態で左右に滑る。これを利用してスーパーマリオやファイアマリオのときには通常では通ることができない高さ1マスの隙間に滑りこむことができる。
Aボタンを押すとジャンプできる。ボタンを押した長さによって高度が変わったり、ジャンプ中に左右に十字キーを押すことで飛ぶ軌道や着地点を操作できる、Bダッシュによって加速度をつけて遠くに跳べるなど、自由度の高い制御が可能である。空中に浮いているブロックなどに向かってジャンプすると、そのブロックを下から叩くことができる。また、ジャンプ中の左右への制御はマリオの後ろ側に利きやすいという特徴がある。このジャンプシステムは後の多くの作品にも模倣された。海中ステージではマリオは徐々に沈んでしまうため、Aボタンを押して水をかき、浮き上がるように調整しなくてはならない。
十字キーとAボタンを使い敵の真上に着地するとその敵を踏みつけることになる。本作ではこの方法で敵を踏みつけるのが最も基本的な攻撃方法となる。ただしこの方法で倒せない敵もある。また、ブロックの上にいる敵はそのブロックを下から叩くことで倒すことができる。
マリオはアイテムを取ることによりスーパーマリオ、ファイアマリオへとパワーアップすることができる。スーパーマリオは身長が普通のマリオの2倍になり、レンガブロックを下からパンチして破壊することができるようになる。また、ファイアマリオはBボタンでファイアボールを投げることができ、ファイアボールを敵にぶつけると、踏めない敵や水中の敵でも倒すことができる。ただし、ファイアボールが効かない敵も存在する。
スーパーマリオからの対比で、普通のマリオ（初期状態）をチビマリオと称すことが多い。本稿においてはこの普通のマリオを便宜上チビマリオと記述し、単にマリオと表記する場合は、マリオのパワーアップに関係なくキャラクター個人として表記することを原則とする。
ノコノコとメットを踏みつけると気絶し、気絶中のノコノコやメットに触れると甲羅を前方に蹴飛ばすことができる。その甲羅が他の敵に当たれば、その敵を倒すこともできる。甲羅で連続して敵を倒すか、あるいは連続で敵や甲羅を踏みつけると得られる得点が増加していく。そして8000点が出るとその次以降は1UP、すなわちマリオの残り人数が1増えることとなる。ただし甲羅は障害物に当たると跳ね返って反対方向に進む。このシステムを応用して、階段状の地形で甲羅を踏み続けて1UPを続ける技術が「無限1UP（無限増殖、100人マリオとも）」である。
敵キャラクターや自分の蹴った甲羅などに横または下からぶつかるとダメージを受ける。水中面の敵や「踏めない敵」、ファイアバー、敵が放つ武器はどの方向からぶつかってもダメージとなる。ダメージを受けた場合、スーパーマリオかファイアマリオの場合はチビマリオに戻り、チビマリオの場合は1ミスとなり残り人数が1人減る。また、穴に落ちた場合やタイムアップになった場合は、パワーアップ状態の有無に関係なく即ミスとなる。
ゲームスタート時の残り人数は3から始まり、残り人数が尽きる（1の状態でミスをする）とゲームオーバーになる。説明書には載っていないが、ゲームオーバー直後のタイトル画面でAボタンを押しながらスタートボタンを押すことで、ゲームオーバーとなったワールドの最初からやり直すことができるコンティニュー機能が存在する（得点は0に戻る）。

## 登場キャラクター

### 主要キャラクター
マリオ
主人公。得意のジャンプとダッシュでピーチをさらったクッパを倒し、キノコ王国を救うために冒険に出る。
ルイージ
マリオの双子の弟。2人交代プレイでのみ登場し、コントローラIでマリオを、コントローラIIでルイージを操作することになる。1人プレイの場合は登場しない。説明書にはルイージに関する記述が全くない。
ピーチ
キノコ王国の姫。クッパの魔法を解くことができる唯一の人物。クッパによってワールド8の城に囚われている。
キノピオ
ピーチに仕えるキノコ王国の住人。7人おりワールド1から7までの城に1人ずつ囚われている。
クッパ
キノコ王国を乗っ取ろうとする「カメ一族」の親玉で大魔王。魔法によってキノコ王国の住人をブロックなどに変え、魔法を解く力を持つピーチ姫をさらった。
全8ステージの城に登場するが、キノピオが囚われているワールド1から7までの城に登場するのは部下が変身した偽者でありファイアボールで倒せばその正体を確認できる。偽者の正体はステージ1から順にクリボー、ノコノコ（緑）、メット、トゲゾー、ジュゲム、ゲッソー、ハンマーブロスである。『2』でもこの順は同じである。
攻撃手段はワールド1〜5までは炎、ワールド6と7はハンマー投げ（画面に現れるまでは炎）、ワールド8の本物のクッパはハンマー投げと炎の両方を使う。

### 敵キャラクター
ファミコンのカラーパレットの都合上、一部の敵キャラの体色は出現するステージの床やブロックと同じ色になる。

## アイテム
コイン以外は画面内に1つまでしか出すことができず、2つ目を出すと前に出したアイテムは画面から消滅する。
コイン
100枚（アーケード版では店舗側の設定により100,150,200,300枚から選ばれた枚数）集めるごとにマリオの残り人数が増える。空中に浮かんでいるものの他、ハテナブロックや隠しブロックを叩いて出現するものもある。ボーナスステージではコインが大量に置かれている。また、コインを取ったときの「チャリーン（「コイーン」と表現されることもある）」という効果音は、『マリオブラザーズ』のコインの効果音と同じで、任天堂のCMでサウンドロゴやゲームボーイの起動音、任天堂のスーパーファミコンソフトの一部の社名ロゴ表示時の効果音にも使われている。取ると200点が加算される。
スーパーキノコ
マリオが小さい時に出てくる、赤色と黄色の模様のキノコ。所定のブロックを叩くと出現し、地面を右側に移動していく。取るとスーパーマリオに変化する。取ると1000点が加算される。
ファイアフラワー
スーパーマリオの状態でスーパーキノコの入ったブロックを叩くと出現。取ると前述のファイアマリオに変化する。なお、出してからダメージを受けてチビマリオに戻った後に取った場合は、スーパーマリオに変化する。取ると1000点が加算される。
1UPキノコ
緑色と黄色の模様のキノコ。ブロックを叩くと出てきて地面を右側に移動していく。取ると残り人数が1人増える。また、何も無い空中の隠しブロックから出現することもあるが、確実に出てくる場所と、直前のステージの行動や同じステージでの失敗の有無などに因って出現しない場所とが混在する。なお、アーケード版では一度ミスをしたステージの1UPキノコはスーパーキノコ（またはファイアフラワー）に置き換えられる。取ってもスコアは加算されず0点。
スーパースター
光る星の形をしたアイテム。ブロックを叩くと高く跳ねながら移動する。取ると一定時間無敵になり専用のBGMが流れ、触れるだけで敵を倒せる。ただし、この間も穴に落ちたりタイムアップになった場合はミスとなる。取ると1000点が加算される。

## 仕掛け

### ブロック
空中に浮いており、足場に出来る。なお、ストーリー上はキノコ王国の住人がクッパの魔法によってレンガなどに姿を変えられてしまったとされており、マリオがアイテム入りのブロックを叩くことでパワーアップアイテムを得る事については、「レンガに変えられたり、消されたりしたキノコ」を見つけ出して助けることで彼らからパワーを貰うという設定になっている。
ハテナブロック
「?」と書かれた黄色いブロック。叩くとコイン1枚、またはパワーアップアイテムが出現する。中の物が無くなると、カラブロックに変化する。
レンガブロック
大きい状態（スーパーマリオ、ファイアマリオ）で叩くと壊れる。このブロックの上に敵が乗っていて、その時に下から叩くと、マリオの状態に関係なくその敵にダメージを与える事が出来る（上記のハテナブロックも同じ）。コインが乗っていれば、下から叩いて取る事ができる。
見た目はレンガブロックでも、ハテナブロックと同様に叩くとアイテムが出るものや、叩き始めから10カウント間、複数枚のコインを出現させるもの（10カウントコインブロック、10コインブロック、連続コインブロックなどと呼ばれる）もある。このタイプは壊すことができず、中身が無くなるとカラブロックに変化する。
硬いブロック
ゴール前の階段などのブロック。大きい状態で叩いても壊れない。見た目以外の性質はカラブロックと同じ。
隠しブロック
場所によってはジャンプして下から当てることにより、何も無い空間に突然これが現れる事がある。出現する前なら、横や上からすり抜けることができる。コイン1枚か1UPキノコが出てくる。コイン1枚のブロックは必ず出現するが、1UPキノコのブロックはプレイ内容に応じて出現するかしないかが変わってくる。出現させるとカラブロックになる。
カラブロック
既にコインまたはアイテムが出た後の四隅に小さな鋲がある茶色のブロック。足場にできるが、大きい状態で叩いても壊れない。

### その他
土管
地面やブロックから地上に突き出ている土管。何も起こらず置いてあるだけのもの、パックンフラワーが出てくるもの、下ボタンで入って地下（水中）のボーナスステージに行けるもの、別ワールドにワープできるもの（ワープゾーン）がある。空中に浮いていても、入れる可能性がある。
地下・海中エリアでは横向きのものもあり、入ることで地上に戻れる。なお、地下・海中ステージの開始時には、マリオが自動で歩いて横向きの土管に入る演出がある。
豆の木
「つる」とも呼ばれる。特定のレンガブロックを叩くと伸びてくる。つかまった状態で十字キーの上を押すと、地下から地上まで、あるいは地上から雲の上まで上ることが出来る。ボーナスステージやワープゾーンに行ける。雲の上のボーナスステージでは落下してもミスにならず、地上に戻る。
リフト
横に長く、宙に浮いている。一定の場所を上下または左右に往復しているもの、上から下にもしくは下から上に連なって流れていくもの、乗っている間は落下するものがある。また、2つのリフトが滑車で天秤のように吊るされている「天秤リフト」は、乗った方が重力で落ちていく（そのまま乗り続けていると綱が切れて両方落ち、スコアが1000増える）ものとがある。
ジャンプ台
バネ付きの台。乗ると自動でジャンプし、タイミング良くAボタンを押すと通常より高くジャンプすることが出来る。高所のレンガブロック、ハテナブロックを叩くのに有効。また、壁を越えクリアする為に使う面もある。

## バグ
本作ではイレギュラーな操作・改造により、通常では登場しないステージが出現する。
1985年、『スーパーマリオブラザーズ』はワールド9まであるという噂が当時の小学生を中心に飛び交った。
ゲーム雑誌『ファミリーコンピュータMagazine』（以下『ファミマガ』）は、一般人からの「雷のショックでワールド9が出現した」と称する投稿写真を掲載。他の雑誌もワールド9の情報を相次いで掲載した。このワールド9は、「マリオが地上で泳ぐ、ブロックが珊瑚に変化している、土管の色が違う」など、他のステージではありえないことだらけであった。
その後も新たなワールドが発見されるなどした結果、最終的には正規の8ワールドを含む256種類のワールドが出現する可能性があることが判明。これらは「アンダーカバー」「256ワールド」「256面」「256w」などと呼ばれ、『USO!?ジャパン』では「スーパーマリオX」という造語で紹介した。また、カセット抜き差しなどのイレギュラーな操作（『テニス』やファミリーベーシックを用いたものが有名）によってこれらを出現させる方法が明らかにされ、これを行ったユーザーから「ファミコンが壊れた」という問い合わせが雑誌社に寄せられる事態となった。そのような中、ファミマガがプロデューサーである宮本茂にインタビューし、原因は「ノイズ」であると発表された。同時に、正常な動作ではなくファミコンを壊す危険もあるという警告がなされている。
なお、アンダーカバーの中にはイレギュラーな操作ではなく通常の裏技で行けるステージが存在し、代表的なものとして「-1（マイナスいち）」と呼ばれる「36-1」がある。意味としては本来「ワールド36-エリア1」であるが、ワールド数の「36」に充てられているコードが「　」（スペース）なので、エリア数しか表示されない「（空白）-1」という表示になり、そこから「-1（マイナスいち）」、または「マイナス面」と呼ばれることがある。-1「マイナスいち」面は、一見、7-2と同様の構造の水中ステージのようなコースだが、ステージの最後にある土管に入ってもスタート地点に逆戻りするという無限ループであり、クリアは不可能である。
これはワープゾーンのバグを利用してプレイできるものであり、アーケード版やディスクシステム版でも可能であり、それぞれで面の構造が異なる。なおディスクシステム版は「-3（36-3）」まで存在し、進めれば全てクリア可能となっている（理由は諸説ある）。
1986年に発売された『スーパーマリオブラザーズ2』では、正式な仕様としてワールド1から8までワープゾーンを一切使用することなくクリアすると「ワールド9」が出現する（コンティニューの有無は出現条件に問わない）。このワールドは、地上風の水中面や旗の直前に出現するクッパなど、アンダーカバーを意識したような特殊な構成となっている（リメイク版も同様）。
このほか、ステージのゴール場所にあるポールは一般的なプレイでは飛び越すことができないが、特殊なプレイを行い飛び越した場合、バグが発生することがある。

## 他機種版
| No. | 発売日                                                   | 対応機種                                          | タイトル                                                        | 開発元                | 発売元       | メディア                       | 型式             | 価格            | 売上本数                      | 備考 |
| --- | -------------------------------------------------------- | ------------------------------------------------- | --------------------------------------------------------------- | --------------------- | ------------ | ------------------------------ | ---------------- | --------------- | ----------------------------- | --- |
| 1   | 1986年2月21日                                            | ファミリーコンピュータ ディスクシステム           | スーパーマリオブラザーズ                                        | 任天堂                | 任天堂       | ディスクカード（片面）         | FMC-SMB          | 2,500円（税別） | 販売：31万本 書き換え：27万回 | - |
| 2   | 1986年5月                                                | アーケード                                        | VSスーパーマリオブラザーズ                                      | 任天堂                | 任天堂       | 業務用基板                     | -                | -               | -                             | - |
| 3   | 1986年                                                   | PC-8801/SR X1 turbo                               | スーパーマリオブラザーズスペシャル                              | ハドソン              | ハドソン     | 5.25インチ2Dフロッピーディスク | -                | 6,800円（税別） | -                             | - |
| 4   | 1986年12月                                               | ファミリーコンピュータディスクシステム            | オールナイトニッポンスーパーマリオブラザーズ                    | 任天堂                | ニッポン放送 | ディスクカード（片面）         | ANN-NSM          | 2,600円（税別） | -                             | - |
| 5   | 1988年3月                                                | ゲーム&ウオッチ                                   | スーパーマリオブラザーズ                                        | 任天堂                | 任天堂       | 内蔵ゲーム                     | YM-105           | -               | -                             | 日本国内未発売 |
| 6   | 1993年7月14日 1993年8月2日 1993年12月16日                | スーパーファミコン                                | スーパーマリオコレクション                                      | 任天堂                | 任天堂       | 16メガビットロムカセット       | SHVC-4M          | 9,800円（税別） | 212万本                       | - |
| 7   | 1999年4月30日 1999年7月1日 2000年3月1日                  | ゲームボーイカラー                                | スーパーマリオブラザーズデラックス                              | 任天堂開発第二部      | 任天堂       | フラッシュロムカセット         | -                | 1,000円（税別） | -                             | - |
| 8   | 2001年12月14日                                           | ニンテンドー ゲームキューブ                       | どうぶつの森+                                                   | 任天堂                | 任天堂       | 8cm光ディスク                  | DOL-P-GAFJ       | 6,800円         | 約99万本 約298万本            | データ内のみ収録 |
| 9   | 2003年11月7日から2004年1月15日                           | ゲームボーイアドバンス                            | 復刻版スーパーマリオブラザーズ                                  | 任天堂                | 任天堂       | ロムカセット                   | -                | 非売品          | -                             | 「ホットマリオキャンペーン」の景品。 |
| 10  | 2004年2月14日、 2005年9月13日（20周年再販） 2004年6月7日 | ゲームボーイアドバンス                            | ファミコンミニ01 スーパーマリオブラザーズ                       | 任天堂                | 任天堂       | ロムカセット                   | AGB-P-FSMJ-JPN   | 2,000円（税別） | 128万158本                    | アドバンス専用通信ケーブル ワイヤレスアダプタ対応 |
| 11  | 2006年12月2日 2006年12月25日 2007年1月5日 2008年4月26日  | Wii（バーチャルコンソール）                       | スーパーマリオブラザーズ                                        | 任天堂                | 任天堂       | ダウンロード                   | -                | 500Wiiポイント  | -                             | - |
| 12  | 2010年10月21日 2010年12月3日 2010年12月12日              | Wii                                               | スーパーマリオコレクション スペシャルパック                     | 任天堂                | 任天堂       | Wii用12cm光ディスク            | RVL-P-SVMJ-JPN   | 2,500円（税別） | 92万本 224万本                | スーパーファミコン版の再発売 |
| 13  | 2010年11月1日                                            | Wii                                               | スーパーマリオブラザーズ25周年バージョン                        | 任天堂                | 任天堂       | 本体内蔵                       | -                | -               | -                             | Wii スーパーマリオ25周年仕様に内蔵されていて、ハテナブロックのイラストが変わっている。                                                                  |
| 14  | 2012年1月5日                                             | ニンテンドー3DS（バーチャルコンソール）           | スーパーマリオブラザーズ                                        | 任天堂                | 任天堂       | ダウンロード                   | CTR-N-TAAJ-JPN-1 | 500円（税別）   | -                             | - |
| 15  | 2013年6月5日                                             | Wii U（バーチャルコンソール）                     | スーパーマリオブラザーズ                                        | 任天堂                | 任天堂       | ダウンロード                   | -                | 514円（税込）   | -                             | - |
| 16  | 2013年12月18日                                           | ニンテンドー3DS（バーチャルコンソール)            | スーパーマリオブラザーズデラックス                              | 任天堂                | 任天堂       | ダウンロード                   | -                | -               | -                             | ゲームボーイカラー版の移植(ニンテンドーネットワークID 登録♥感謝キャンペーン)                                                                            |
| 17  | 2016年11月10日 2016年11月11日                            | ニンテンドークラシックミニ ファミリーコンピュータ | スーパーマリオブラザーズ                                        | 任天堂                | 任天堂       | 内蔵ゲーム                     | -                | -               | -                             | ファミリーコンピュータ版の移植 |
| 18  | 2017年12月22日                                           | Nintendo Switch（アーケードアーカイブス）         | VS.スーパーマリオブラザーズ                                     | ハムスター (移植担当) | ハムスター   | ダウンロード                   | -                | 838円（税込）   | -                             | アーケード版の移植 |
| 19  | 2018年9月19日                                            | Nintendo Switch                                   | ファミリーコンピュータ Nintendo Switch Online                   | 任天堂                | 任天堂       | ダウンロード                   | -                | -               | -                             | - |
| 20  | 2020年9月3日                                             | Nintendo Switch                                   | スーパーファミコン Nintendo Classics スーパーマリオコレクション | 任天堂                | 任天堂       | ダウンロード                   | -                | -               | -                             | - |
| 21  | 2020年11月13日                                           | ゲーム&ウオッチ                                   | ゲーム&ウオッチ スーパーマリオブラザーズ                        | 任天堂                | 任天堂       | 内蔵ゲーム                     | -                | -               | -                             | ファミコン版『スーパーマリオブラザーズ』、ディスクシステム版『スーパーマリオブラザーズ2』の移植および、マリオで遊ぶゲーム＆ウオッチの『ボール』が収録。 |

### 各機種版の特徴
第2作以降のシリーズ作品は『マリオシリーズ』を参照。

#### ディスクシステム版
片面ソフト。ディスクシステム版の内容は基本的にロムカセット版をベースとしているが、ゲーム起動時にロゴが表示されるなどの相違点もある。4ワールド分のデータを一括で読み込んでいるらしく、ゲーム中のロードタイミングはワールド4-4以前から5-1以降に進んだ時とエンディングを終えた時のみ。前述の通りアンダーカバー面の内容がカセット版と異なる。

#### 任天堂VS.システム版（アーケードゲーム版）
1986年にリリースされた任天堂VS.システム版の『VS. スーパーマリオブラザーズ』（VS.SUPER MARIO BROS.）は、ファミコン版と同じく1-1から8-4までの32面構成であるが、本作と『スーパーマリオブラザーズ2』のステージが組み合わさっており、難易度がファミコン版より上がっている。また、ステージ内やゲーム内容においても以下のような違いがある。
- 地形やアイテム・敵キャラ・ワープ可能ステージの配置等が難易度を上げる方向性で変更されている(特に、段差部分のノコノコなど、無限1UPの原因になるような配置が排除されている)
- ループゾーンは、ファミコン版と正解ルートが異なるステージも存在する。
- 永久パターンを防ぐため、無限1UPができない（1回だけなら1UPできるため、実際には永久パターンが構築された）。また、1UPキノコの出現にも制限があり、一度ミスをすると、その面に設置された1UPキノコは通常のキノコ（またはファイアフラワー）に置き換えられる。
- 設定TIMEは300から400であるものの、TIMEのカウントダウンのペースがファミコン版よりかなり速く設定されているため（1カウントでおよそ0.3秒）、制限時間が厳しくなっている。
- 店舗側の設定により、1UPに必要なコインの枚数を100枚、150枚、200枚、250枚の中から設定できるため、コイン表示が3桁になっている（標準設定では100枚）。
- ランキング画面が存在し、ランクインすると名前入力（アルファベット3文字まで）ができる。その際にオリジナルの曲も流れる[注釈 8]。
- 『2』のようにステージ4のお城ステージをクリアした際にもタイムボーナスが得られる。
- 初代のシステムに準拠しているため、『2』にあった強風などがない。そのうえで『2』のステージが混ざっているため、『2』のステージの難易度が増している。
- エンディングのBGMが『2』を踏襲したロング版となった。ただし、アーケード基板のためファミコン準拠の3和音構成となっており、終盤が若干短縮されている。
  - エンディング自体も、仕様と演出が『スーパーマリオブラザーズ2』に準じており、残りタイム×50点と1機×100000点のボーナス加算され、助けたキノピオたちが現れる。
- ゲームオーバー時に追加クレジットでコンティニュー可能。
- ファミコン版のデモ画面は数パターン入っているが、アーケード版は1種類だけになった。

本作は任天堂のアーケード撤退後にリリースされたため日本未発売となっているが、近年になって並行輸入版が大量に出回っており、現在ではメーカー直営店などを含めた多くの店舗でプレイすることが可能である。地域によっては、新作ビデオゲームよりも多くの店で稼働している。また、店舗側でもファミコン用のコントローラーを改造して接続するなど、設置状況が優遇されていることも多い。
2017年12月22日にハムスターが展開している『アーケードアーカイブス』のひとつとしてNintendo Switchで配信開始。

#### パソコン版
『スーパーマリオブラザーズスペシャル』（SUPER MARIO BROS.SPECIAL、SUPER MARIO BROS.Special）のタイトルで1986年末にハドソンから発売された。NECのPC-8800シリーズ版とシャープのX1版が存在する。
当時の技術的制約からマリオの移動に伴い画面がスクロールせず、画面右端に移動すると次の画面へ切り替わる画面切り替え方式が採用されている。スプライト機能が無く水平型VRAMということもあり、キャラクターの移動単位やその軌跡の演算がオリジナルよりも大雑把なものとなっており、キーレスポンスの悪さとマップ構成の問題から難易度は非常に厳しいものになっている。オリジナルではスクロールに伴い進行方向の状態が確認できるが、本作では画面切り替え式のため、ジャンプした先に着地点が無いなど状況を把握した対処が難しい上にオリジナルよりもさらにそういったトラップの多い独自のステージデザインとなっており、難易度の向上にさらに拍車をかける形となっている。独自のフィーチャーとして新たな敵キャラクターやパワーアップアイテムの追加などが行われており、ハドソンのコーポレートキャラクターであるハチ助も隠れキャラとして登場する。また、ゲームクリアの後にスタッフロールが追加されている。BGMはPSGのみを使用し、原作準拠ではあるもののテンポにふらつきがあるなど、印象の違う部分も存在する。
『スペシャル』の追加アイテム
ハチスケ
ハドソンのマスコットキャラクター。取ると8,000点を獲得。
ウィング
取ると一定時間、水中に居るときのようにジャンプで空を浮遊できる。
ハンマー
取ると、『ドンキーコング』のように一定時間前方の敵を倒せる。
クロック
取ると残り時間が100増加する。
ラッキースター
取ると画面内の敵を全滅させる。

#### オールナイトニッポンバージョン（ディスクシステム版）
ラジオ番組『オールナイトニッポン』（ニッポン放送）が放送20周年を記念して1986年に当ゲームと同番組がコラボレーションして発売した限定生産のソフト。基本的には『スーパーマリオブラザーズ』と変わりないが、一部グラフィックの差し替えや、続編『2』からの要素の追加など、いくつかの点で変更が加えられている。

#### ゲーム&ウオッチ版
日本国外ではゲーム&ウオッチ版も発売されているが、内容が異なる。基本は右に強制スクロールするステージで、マリオを操作して足場を乗り継ぎ、ステージ右端のピーチのいる所まで到達するとステージクリアとなる。敵も登場するが倒すことは出来ず、避けて進むことになる。ちなみに、一部の効果音はファミコン版のBGMのアレンジとなっている。また、画面が透明なクリスタルスクリーン版と、ニューワイド版(およびキーチェーンサイズのMini Classics版)ではキャラクターグラフィックが異なる。
ファミコン版発売35周年を記念し、2020年11月13日に発売された「ゲーム&ウオッチ スーパーマリオブラザーズ」（GAME&WATCH SUPER MARIO BROS.）はファミコン版が完全移植の形で収録されており、「無限マリオ」、「ワールド選択」、「HARDモード選択」等新要素もある。

#### スーパーファミコン版
『スーパーマリオコレクション』 にリメイクされて収録されている。こちらは『スーパーマリオブラザーズ2』・『スーパーマリオブラザーズ3』、『スーパーマリオUSA』のリメイクも一緒に収録されている。『スーパーマリオコレクション』は2010年10月21日にWii版が発売、2020年9月3日にNintendo Switch Onlineにて配信された。

#### ゲームボーイカラー版
リメイク版で、日本ではニンテンドウパワーによる書き換え販売のみの提供となった。また、2013年12月10日から2014年1月13日の間にニンテンドー3DSにニンテンドーネットワークIDを登録したユーザーを対象に無料配布された時期があった。

#### ニンテンドーゲームキューブ版
『どうぶつの森+』の「ファミコン」家具として登場。どうぶつの森内では非売品。

#### ゲームボーイアドバンス版
2004年2月14日にファミコンミニ第一弾ソフトの一つとして発売された。ファミコンでのオリジナル版を完全移植した初のバージョンである。
2005年9月13日にファミコン版発売20周年を記念して再販された。ゲーム内容に変更はないが、パッケージ（外箱）が20周年を記念した特別デザインとなっている。
ファミコンミニ版に先駆けて、2003年11月7日から2004年1月15日にかけて行われた「ホットマリオキャンペーン」の景品として、「復刻版スーパーマリオブラザーズ」が配布された。
ゲーム内容は、ファミコンミニとほぼ同じだが、復刻版はワイヤレス通信に対応していない。また、説明書に「ファミコンミニ」の文字は無い。

#### バーチャルコンソール版
Wii版
バーチャルコンソールソフトとしてWiiショッピングチャンネルで配信。『大乱闘スマッシュブラザーズX』のモード「名作トライアル」には体験版が収録。
ニンテンドー3DS版
ニンテンドー3DSの早期購入者向けに実施されたアンバサダー・プログラムの一環として2011年9月1日に先行配信された。対象者は無料でダウンロードすることが可能。
3DS本体と『スーパーマリオ 3Dランド』の同梱セットである「スーパーマリオ 3Dランド パック」（2012年3月24日）の特典にもなっている（本体付属のSDメモリーカードにデータが入っている）。
Wii U版
バーチャルコンソールソフトとしてニンテンドーeショップで配信。

#### Wii版（25周年バージョン）
Wii・2010年11月11日（日本版のみ。日本国外版では『Donkey Kong Original Edition』を収録）
Wii（スーパーマリオ25周年仕様）に内蔵されている『25th Anniversary SUPER MARIO BROS.』（スーパーマリオブラザーズ25周年バージョン）。バーチャルコンソール版をベースに、ハテナブロックの「?」が「25」となるなど一部デザインが変更されているが、ゲーム内容は同じ。

#### ファミコンリミックス2 スーパールイージブラザーズ
Wii U『ファミコンリミックス2』に特別収録されているゲーム。ルイージが主役となり、ステージを左右反転させたバージョン。ルイージの性能は『スーパーマリオブラザーズ2』のものに準じている。

#### ファミコンリミックス ベストチョイス スピードマリオブラザーズ
3DS『ファミコンリミックス ベストチョイス』に特別収録されているゲーム。動作・BGMが高速化されている。
なお、『マリオブラザーズ』はアクションや敵キャラ等の要素が似ており基礎となったゲームといえるが、基本システムやストーリーにおいての関連性・類似性は薄い。

#### その他・海賊版など
当時任天堂の影響力が及ばず、ファミコン以外のゲーム機やパソコンが普及していた東アジアや中央ヨーロッパなどで、発売当時から海賊版および非公式なコピー版も多く出回った。各国の大手ゲームメーカーが製造したコピーゲームの例をいくつか挙げると、
- 東アジアでは韓国のZemmix用ゲーム・周辺機器メーカーであるZEMINAから、1989年に『Super Boy』がリリースされた。BGMの音階がメチャクチャであったり、操作体系が劣悪な上ジャンプで倒せないはずの敵が簡単に倒せたりと、ドット絵がおおよそ同じである以外は完全な劣化品といえる。現在でも東南アジアや東アジアなどの一部では露店で普通に販売されていることがある。
- 中央ヨーロッパではドイツの大手ゲームメーカーであるRainbow Artsから、1987年にコモドール64用ゲーム『グレートギアナシスターズ』がリリースされた。こちらはイギリス版が発売された時点で任天堂法務部の怒りを買って販売停止となったが、欧米ではいまだにカルト的ファンがおり、2009年にはニンテンドーDSで公式に続編が発売された。

現在、ネット上には違法にアップロードされたスーパーマリオブラザーズのゲームデータが多数存在し、改造できるソフトまで出回っている。

#### バグの挙動について
『スーパーマリオコレクション』版にもアンダーカバーは存在するが、通常の手段では実行不可である。ファミコンミニ版やバーチャルコンソール版はファミコン版をそのまま移植しているためデータ上残っているが、これも通常の手段では実行できない（ただし「-1(36-1)」は可能）。また、GBC版『スーパーマリオブラザーズデラックス』にもアンダーカバーに類するものが存在するが、内容は大きく異なる。

## 開発
ゲームデザイナーの宮本茂は1984年の12月にテスト仕様書を書いた。当時、任天堂は既にファミリーコンピュータ ディスクシステムの開発に入っており、ROMカセットより大容量でセーブも可能なディスクメディアに移行する計画だった。このため、宮本は「ファミコンカセットの集大成」として本作を開発した。ドンキーコングに始まったジャンプアクションの決定版として大きなキャラクターが陸・海・空をかけまわるゲームとして企画された。当時のゲームの開発期間は3ヶ月程度のものが多かったが、本作はその倍の開発期間を取っている。
本作はエンディングまで8ワールドの構成だが、ステージ構成でも紹介したが、開発段階では全5ワールドの予定とされていた。だが、ワールド数を増やしたい宮本茂は、A3サイズの用紙を2つ折りにしてA4サイズの企画書と見せかけ、5ワールドまでの概略が書かれた片面を見せて許可が下りた直後に、折られた裏側に書かれていた8ワールドまでの構想を見せ、強引に納得させて企画を通したという逸話がある。なお、本作のワールド5以降に使い回しされ、難易度が上がったステージが登場するのは、スタッフにこの8ワールドの構成案を納得してもらうためであった。
水中ステージにおけるマリオの動きは、本作発売以前に発売されたファミコン版『バルーンファイト』で滑らかに動くキャラクターを見た中郷俊彦が、ファミコン版のプログラムを手掛けた岩田聡のもとへ相談に行き、そこで積んだノウハウを活用して実現した事を明かしている。
当時任天堂社長だった山内溥は、本作を見て「これはすごいね。地上と、空の上と、水中さえ行くことができる。こりゃ、みんな驚くだろうね」と宮本に語ったという。
本作はポール越えは基本的にできないこととなっているが、越えることができた場合は裏技として認定された。ファミリーコンピュータMagazineでポール越えを果たした読者投稿による写真も掲載された。
本作のストーリーには、『マリオブラザーズ』にてマリオ兄弟が配管工の作業をしていた所、キノコ王国に繋がるワープ土管からキノコ王国に迷い込み、事情を知った際に立ち上がったという裏設定が存在する。

### 音楽
ゲーム内における音楽・効果音・プログラミングはすべて新人時代の近藤浩治が担当している。
最初に作られた曲は「水中BGM」で、音楽がイメージしやすく作りやすかったという。
「地上BGM」は、初めに作ったバージョンが背景の鮮やかな色（青や緑）に合わせた「のほほんとした曲調」だったため、実際のプレイに合わずボツとなった。その後、試作品のマリオの動きに合わせて作り直したものが採用された。なお、近藤は本作の楽曲の制作についてラテン音楽、特にポルトガル語圏の明るい曲の影響を受けたと明かしており、地上BGMについては加えてT-SQUAREの音楽に影響を受けた可能性があると述べている。また、近藤は渡辺貞夫の音楽が自身のゲーム音楽の作曲に影響を与えたことを明かしており、渡辺の音楽のように高度なハーモニーとリズムに分かりやすいメロディを加えて、簡単に聞かせることを目標にしていると語った。
効果音においてもファミコンのメモリ容量が限られていたため、「マリオが小さくなる音」と「土管に入るときの音」、「ノコノコを踏んだ時の音」と「泳ぐ音」で同じものを流用するなどして（SFCでは前者が同じ音で後者が異なる音）、メモリを節約するための工夫がなされている。
なお、ファミコンのメモリ容量が限られていたためかオリジナル版では「クッパと対決するときのBGM」は実装されず、「ボーナス面のBGM」は「無敵状態のBGM」が流用されていた。そのため2015年に発売された『スーパーマリオメーカー』では、『スーパーマリオブラザーズ』スキンのオトアソビでは「ボーナス」は『VS. スーパーマリオブラザーズ』の名前入力のBGMが、「ボス」は『スーパーマリオブラザーズ3』の各種ブロス戦およびバトルモードのBGMが使用されている。また、2019年に発売された『スーパーマリオメーカー2』で追加された「ラスボス」は『スーパーマリオブラザーズ3』のクッパ戦のBGMを流用している。

### スタッフ
- ディレクター：宮本茂
- プロデューサー：池田宏、宮本茂
- エグゼクティブ・プロデューサー：山内溥
- アシスタント・ディレクター：手塚卓志
- プログラマー：中郷俊彦、森田和明、西田泰也
- グラフィック・デザイン：宮本茂、手塚卓志
- 音楽：近藤浩治

## 評価
世界で最も売れたゲームソフトとしてギネスにも認定され、日本から世界へブームを巻き起こし、ファミコン人気を不動のものとした。
敵に触れるとダメージを受ける、という従来のアクションゲームのフォーマットを突き崩し、踏むことが敵に対する攻撃方法として確立された。敵から逃げるだけではなく防御と攻撃の両面がシンプルなゲームとして集約され世界ナンバーワンヒットへと押し上げた。地上、地下、空中、水中といったステージ構成に、走る、ジャンプする、泳ぐといった豊富なアクションで、その後のゲームや開発者にも影響を与えた。

### 売上
日本国内で681万本、全世界では4,024万本を販売。日本国内の単体としてのゲームソフト売上では、2020年に『あつまれ どうぶつの森』が記録を塗り替えるまで30年以上に渡って歴代1位を保っており、シリーズ2番目の売り上げである『New スーパーマリオブラザーズ』とも約40万本差、世界売上では約900万本の差がある。また、Wiiのバーチャルコンソール版でも、2007年6月時点で最もダウンロードされたゲームとなっている。
NHKで放送された特集番組『新・電子立国』の書籍版で、開発者の宮本茂は、本作の売上げを150万本程度と予想しており世界で数千万本も売れたのは、北米発売のタイミング等を含め「完全に運だった」と回顧しており、「掛け値なしの実力は150万本」と評価している。
徳間書店から発売された攻略本の人気も高く、発売以来2年連続で全書籍中での売り上げ1位を記録した。

### 日本での評価
『ファミ通』1000号記念に行われた「読者が選ぶ未来に伝えたいゲーム」というアンケートでは大差で1位を獲得している。なお、『ファミ通』では800号記念に行われた同様の企画でこのゲームを「50年後に伝えるゲームのタイムカプセル」の1つに選定しており、編集部で保管されている。また、2007年9月22日に行われた東京ゲームショウ2007で、人気番組『ゲームセンターCX』と『日経エンタテインメント!』との共同イベントとして行われた「レトロゲーム・アワード2007」で大賞を受賞した。
ファミコン40周年「ファミコン国民投票」第40回「『ファミコン』といえば?」では本作が1位(得票率49.7%)を記録。これは全51回の「ファミコン国民投票」でも最多の得票率であった。

### 日本国外での評価
2005年には米国IGNで「Top 100 games of all time」において1位に選出されている。
2023年4月12日（日本時間同月13日）、アメリカ議会図書館は本ゲームのテーマ曲（地上のBGM）について、「ゲーム史に残る伝説的な作品であり、世界中で演奏され、過去40年間で最も愛された楽曲の1つ」と評価し、ジョン・レノンの「イマジン」やマライア・キャリーの「恋人達のクリスマス」などと共にゲーム音楽として初めて、日本人が作曲した曲としても初めて全米録音資料登録簿に収蔵され、永久保存することが発表された。

#### オークション
1986年にクリスマスプレゼントの目的で購入し、約35年間に渡って机の引き出しの中にしまい込んだままとなっていた本ゲームの未開封品が2021年にアメリカで発見され、同年4月2日にオークションに出品したところ、ゲームソフトとしては史上最高額（当時）となる66万ドル（日本円で約7300万円）で落札されたことがオークション会社から発表された。オークション会社やゲーム専門家によると、出品された本ゲームは短期間だけ生産されたプラスチックによる透明パッケージのバージョンのもので状態が良いもので見つかるのは珍しいとコメントしている。

## 関連作品

### 音楽
当時の流行により、後からBGMに歌詞をつけたものも作成された。AYA＆なかよし応援団が歌唱する「マリオの大冒険」、谷山浩子（プリンセス・ピーチ名義）が歌唱する「GO GO マリオ!!」があり、ともに地上のBGMを中心としつつ、他のBGMを含んだメドレー調になっている（前者は地上のBGM以外の部分にも歌詞が振られている箇所があるが、後者は歌詞が振られているのは地上のBGM部分のみ）。1986年にそれぞれシングルとして発売された（前者はEP盤、後者はカセットテープ）ほか、両方共を収録したプロモーション用サンプル盤も存在する。後者は1985年にラジオ番組『小峯隆生のオールナイトニッポン』でのコーナーでリスナーから募集した歌詞から生まれた歌。2003年9月14日に日本青年館前で開催された『マリオ&ゼルダ ビッグバンドライブ』で歌唱されたり、2014年11月14日にニンテンドー3DS『大合奏!バンドブラザーズP』で映像が配信されたり、2015年12月1日にカラオケのJOYSOUNDに映像付きで配信されたりなどの展開がなされている。

### サウンドトラック
- 『ファミコン・ミュージック』（1986年5月25日）
  - G.M.O.レコードより発売されたアルバム内の一作品として収録されている。
- 『ファミコン 20TH アニバーサリー オリジナル・サウンド・トラックス VOL.1』（2004年1月7日）
- 『ファミコン サウンドヒストリーシリーズ「マリオ ザ ミュージック」』（2004年7月22日）
  - サイトロン・デジタルコンテンツより発売されたCD内の一作品として収録されている。

### 楽曲提供
本作は他社のゲーム作品での楽曲使用や音楽アーティストによる創作作品が存在する。以下は任天堂から正式にライセンス提供を受けている作品である。
- トンガリキッズ - 本作の曲をサンプリングした楽曲『B-DASH』をリリースし、ブレイクした。
- 太鼓の達人 - バンダイナムコゲームス（ナムコレーベル）の音楽ゲーム。業務用『太鼓の達人8』-『11』まで、『12』以降は曲構成を変えて収録されている。ニンテンドーDS用ソフト『太鼓の達人DS』、Wii用ソフト『太鼓の達人Wii』に、本作の曲が収録された。
- ポップンミュージック - コナミデジタルエンタテインメントの音楽ゲーム。業務用『ポップンミュージック14 FEVER!』『15 ADVENTURE』に、本作の曲が収録された[注釈 17]。
- ミュージックガンガン! - タイトーの音楽ゲーム。2011年春に稼働の『ミュージックガンガン!2』に収録される。
- Just Dance Wii - Ubisoftの音楽ゲーム。

## 関連書籍
- アンドリュー・シャルトマン 著『「スーパーマリオブラザーズ」の音楽革命 近藤浩治の音楽的冒険の技法と背景』樋口武志 訳、DU BOOKS、2023年、ISBN 978-4-86647-204-1